# Ściana nad Dziurą

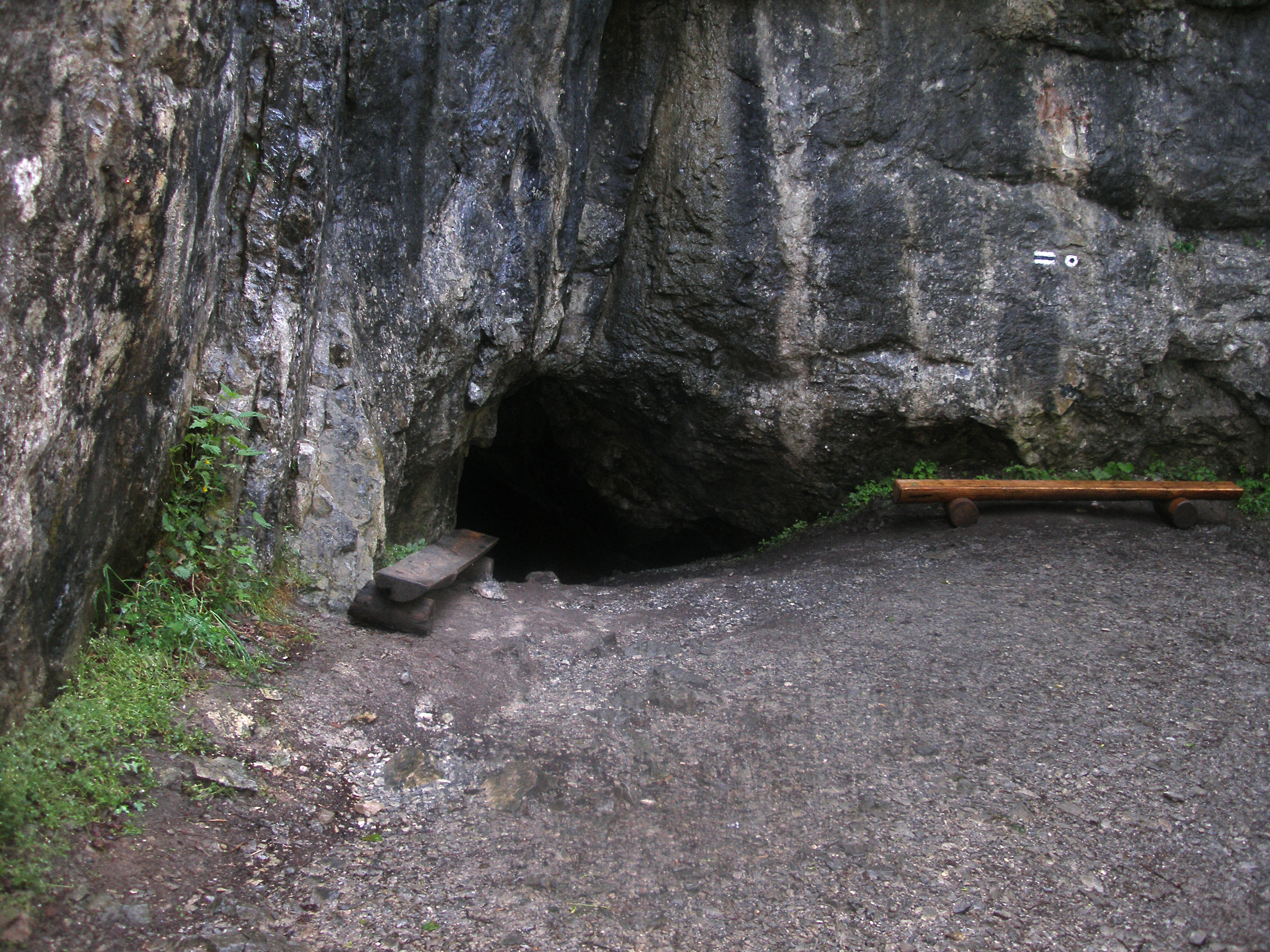
Fragment Ściany nad Dziurą i otwór jaskini Dziura

Ściana nad Dziurą – ściana we wschodnich stokach Doliny ku Dziurze w polskich Tatrach Zachodnich. Jest to skalny mur o długości około 100 m i wysokości 52 m (w najwyższym punkcie, wznoszący się tuż nad dnem tej doliny. Przez jakiś czas była dość popularnym miejscem wspinaczki skalnej, gdyż znajduje się blisko Zakopanego, zbudowana jest z litej skały i ma dobrą asekurację. Te czynniki spowodowały, że wspinacze przeszli na niej około 20 dróg wspinaczkowych o II-IV stopniu w skali trudności UIAA (tatrzańskiej). Od 29 czerwca 2018 decyzją dyrektora TPN możliwe jest ponowne wspinanie się w tym miejscu.
Podstawa Ściany nad Dziurą wznosi się tuż przy znakowanym szlaku turystycznym. Znajduje się w niej dolny otwór jaskini Dziura (około 1020 m n.p.m.). Wyżej, obok ścieżki znajduje się górny otwór tej jaskini, a jeszcze wyżej niewielki i trudno dostrzegalny otwór jaskini Lisia Jama. W Ścianie nad Dziurą jest jeszcze jedna, ale trudno dostępna jaskinia – Dziura Wyżnia, połączona z Lisią Jamą bardzo ciasnym przejściem.